# Eucamptodon banksii
Eucamptodon banksii là một loài rêu trong họ Dicnemonaceae. Loài này được Müll. Hal. Müll. Hal. mô tả khoa học đầu tiên năm 1900.